# Idlib
Idlib (arabiska: إدلب) är en stad i nordvästra Syrien, belägen mellan Aleppo i nordost och kuststaden Latakia i sydväst. Den är administrativ huvudort för provinsen Idlib med över 100 000 invånare.
Idlib var före det syriska inbördeskriget ett viktigt jordbrukscentrum. Omkring 30 kilometer norr om staden ligger några av de forntida byar i norra Syrien som 2011 upptogs på Unescos lista över världsarv.

## Syriska inbördeskriget
Staden drabbades svårt av stridigheterna under inbördeskriget. Rebellstyrkor intog tidigt staden, men 2012 återtog Assad-regimen kontrollen över den. År 2015 kom den åter i oppositionens besittning, varpå den blev ett viktigt centrum för rebellerna. Området har därefter också dragit till sig internflyktingar från andra delar av Syrien.
År 2018 påbörjade regimen, understödda av Ryssland, Turkiet och Iran, en stor offensiv mot staden. I mars 2020 enades Turkiet och Ryssland om vapenvila i Idlib. Den militanta terrorstämplade jihadistgruppen Hayat Tahrir al-Sham (HTS) är den dominerande kraften i staden.